# Mallam Yahaya
Mallam Yahaya (ur. 31 grudnia 1974 w Kumasi) – piłkarz ghański grający na pozycji pomocnika lub napastnika.

## Kariera klubowa
Karierę piłkarską Yahaya rozpoczynał w klubach Kwabre Stars i Kaloum Stars. W 1991 roku przeszedł do King Faisal Babes. W sezonie 1991/1992 zadebiutował w niej w ghańskiej Premier League. W King Faisal Babes grał do 1993 roku i wtedy też odszedł do Torino FC, jednak nie zaliczył w jego barwach debiutu w Serie A.
W 1994 roku Yahaya podpisał kontrakt z Borussią Dortmund. W Bundeslidze zadebiutował 8 kwietnia 1995 roku w zremisowanym 0:0 wyjazdowym meczu z FC Schalke 04. W latach 1995 i 1996 wywalczył z Borussią mistrzostwo Niemiec, a w 1997 roku wygrał z nią Ligę Mistrzów oraz Puchar Interkontynentalny. Do końca 1996 roku rozegrał w zespole Borussii 5 meczów ligowych.
W 1997 roku Yahaya przeszedł do SV Waldhof Mannheim. Latem 1997 został wypożyczony na rok do Stuttgarter Kickers. W 1998 roku wrócił do Waldhofu. W 2000 roku został zawodnikiem innego klubu z Mannheim, VfR Mannheim, gdzie zakończył zawodową karierę. Następnie grał w amatorskich drużynach ASV Durlach oraz Amicitia Viernheim.

## Kariera reprezentacyjna
W reprezentacji Ghany Yahaya zadebiutował w 1995 roku. W 1996 roku został powołany do kadry na Puchar Narodów Afryki 1996. Na tym turnieju rozegrał 4 mecze: z Wybrzeżem Kości Słoniowej (2:0), z Tunezją (2:1), ćwierćfinale z Demokratyczną Republiką Konga (1:0) oraz o 3. miejsce z Zambią (0:1). Od 1995 do 2000 roku rozegrał w kadrze narodowej 12 meczów i strzelił 1 gola.
W 1996 roku Yahaya wystąpił na Igrzyskach Olimpijskich w Atlancie.